# Bonnefamille
Bonnefamille är en kommun i departementet Isère i regionen Auvergne-Rhône-Alpes i sydöstra Frankrike. Kommunen ligger i kantonen La Verpillière som tillhör arrondissementet La Tour-du-Pin. År 2022 hade Bonnefamille 1 094 invånare.

## Befolkningsutveckling
Antalet invånare i kommunen Bonnefamille
Referens:INSEE